# Adolf Heri
Adolf Heri (* 15. Juli 1882 in Biberist; † 14. November 1951 daselbst) war ein Schweizer Gewerkschafter und Politiker (SP). Von 1917 bis 1947 gehörte er dem Solothurner Kantonsrat an.

## Leben
Adolf Heris Eltern zogen in seinem ersten Lebensjahr von Biberist nach Gerlafingen. Gegen den Wunsch seines Vaters, der Zimmermann war, wollte Adolf Heri nach seiner Schulzeit nicht ebenfalls diesen Beruf ergreifen, sondern trat als Arbeiter in die Papierfabrik Biberist ein, wo er in der Folge 23 Jahre lang tätig war. 1907 war er Mitgründer der Gewerkschaft der Papierfabrik und von 1909 bis 1926 deren Präsident. Auch für die Gewerkschaft der Papierfabrik Utzenstorf amtierte er als Präsident. Als das kantonale Gewerkschaftskartell 1920 ein ständiges Arbeitersekretariat einrichtete, wurde Heri dessen Sekretär. Diese Funktion übte er bis 1946 aus. Jean-Maurice Lätt bezeichnete Heri in einer Publikation zur Geschichte der Arbeiterbewegung des Kantons Solothurn als unermüdlichen «stillen» Arbeiter und bedingungslosen Anhänger von Jacques Schmid (1931–1949 sozialdemokratischer Regierungsrat). 
1917 wurde Adolf Heri ins Parlament des Kantons Solothurn, den Kantonsrat, gewählt. Als er 1945 als Präsident des Kantonsrats für dieses Jahr gewählt worden war, konnte er das Amt wegen «ernstlicher Gesundheitsstörungen» nicht antreten; 1946 zog er sich aus gesundheitlichen Gründen aus der Politik zurück, gehörte dem Kantonsrat aber noch bis 1947 an. Heri war ausserdem Gemeinderat in Biberist und von 1941 bis 1949 Amtsrichter im Amtsgericht Bucheggberg-Kriegstetten. Die Solothurner Zeitung schrieb in ihrem Nachruf, Heri sei ein «scharfsinniger Volksrichter von unbestechlicher Rechtlichkeit» gewesen.
Beim Bau der neuen Strasse über den Passwang von 1931 bis 1933 engagierte sich Heri als Kantonsrat für eine Verbesserung der Lage der beim Strassen- und Tunnelbau tätigen Arbeiter, darunter im Rahmen einer Arbeitsbeschaffungsmassnahme zugewiesene Arbeitslose, und berichtete nach einem unangemeldeten Besuch auf der Baustelle über von ihm beobachtete Missstände.